# قشلاق شاه خانم علی برات
قشلاق شاه خانم علی برات یک روستا در ایران است که در استان اردبیل واقع شده‌است. قشلاق شاه خانم علی برات ۱۴ نفر جمعیت دارد.